# Ptolemaios
Ptolemaios (gr. Πτολεμαῖος, lat. Ptolemaeus, eingedeutscht Ptolemäus) ist ein griechischer Vorname.

## Namensträger
- Claudius Ptolemäus, Mathematiker, Geograph und Astronom

sowie (nach Beinamen, dann erst nach Nummer):
- Ptolemaios (Gnostiker), Gnostiker des 2. Jahrhunderts n. Chr.
- Ptolemaios (Platoniker), Philosoph (wohl 3. Jahrhundert n. Chr.)
- Ptolemaios (Kommagene), der erste König von Kommagene
- Ptolemaios (Epirus), König der Molosser und Hegemon von Epirus
- Ptolemäus (Märtyrer), christlicher Märtyrer des 2. Jahrhunderts
- Ptolemaios (Antigonide), Feldherr während der Diadochenkriege
- Ptolemaios (Sohn des Thraseas), Feldherr und Beamter der Ptolemäer und Seleukiden
- Ptolemaios (Sohn des Dorymenes), Beamter der Seleukiden
- Ptolemaios (Sohn des Philippos), Offizier Alexanders des Großen
- Ptolemaios (Soldat), Leibwächter Alexanders des Großen
- Ptolemaios (Sohn des Seleukos), Offizier Alexanders des Großen
- Ptolemaios (Sohn des Andromachos), Priester des Alexander 251/250 v. Chr.
- Ptolemaios von Megalopolis, Biograph, Statthalter von Zypern
- Ptolemaios (König von Theben), mythischer Herrscher der Stadt Theben
- Ptolemaeus (Mauretanien), Ptolemäer, Sohn Jubas II., König von Mauretanien
- Ptolemaios (Zypern), Ptolemäer, der letzte ptolemäische König von Zypern

- Ptolemaios X. Alexander I., Angehöriger der Dynastie der Ptolemäer
- Ptolemaios XI. Alexander II., Angehöriger der Dynastie der Ptolemäer
- Ptolemaios Andromachou, wahrscheinlich unehelicher Sohn des Ptolemaios II., vielleicht mit dem Alexanderpriester identisch
- Ptolemaios XV. Caesar, Angehöriger der Dynastie der Ptolemäer
- Ptolemaios Chennos, Mythograph
- Ptolemaios V. Epiphanes, Angehöriger der Dynastie der Ptolemäer
- Ptolemaios III. Euergetes I., Angehöriger der Dynastie der Ptolemäer
- Ptolemaios VIII. Euergetes II. (Physkon), Angehöriger der Dynastie der Ptolemäer
- Ptolemaios Eupator, Angehöriger der Dynastie der Ptolemäer
- Ptolemaios Keraunos, König von Makedonien, Angehöriger der Dynastie der Ptolemäer
- Ptolemaios Makron, Beamter der Ptolemäer und Seleukiden
- Ptolemaios Memphites (* 144 oder 143 v. Chr.; † 130 v. Chr.), Ptolemäer, Sohn des ägyptischen Königs Ptolemaios VIII. und dessen Schwestergemahlin Kleopatra II.
- Ptolemaeus Mennaei, Herrscher des Fürstentums Chalkis
- Ptolemaios XII. Neos Dionysos (Auletes), Angehöriger der Dynastie der Ptolemäer
- Ptolemaios VII. Neos Philopator, Angehöriger der Dynastie der Ptolemäer
- Ptolemäus von Nepi († angeblich im 1. Jahrhundert in Nepi), der Legende nach der erste Bischof von Nepi und ein Märtyrer
- Ptolemaios II. Philadelphos, Angehöriger der Dynastie der Ptolemäer
- Ptolemaios VI. Philometor, Angehöriger der Dynastie der Ptolemäer
- Ptolemaios IX. Philometor Soter II. (Lathyros), Angehöriger der Dynastie der Ptolemäer
- Ptolemaios IV. Philopator, Angehöriger der Dynastie der Ptolemäer
- Ptolemaios XIV. Philopator, Angehöriger der Dynastie der Ptolemäer
- Ptolemaios der Sohn, Angehöriger der Dynastie der Ptolemäer
- Ptolemaios I. Soter (367/366 v. Chr. – 283/282 v. Chr.), Angehöriger der Dynastie der Ptolemäer

- Ptolemaios XIII., Angehöriger der Dynastie der Ptolemäer

- Tolomeo da Lucca (Ptolomäus von Lucca; 1236–1327), italienischer Theologe und Historiker, Bischof von Torcello